# Radio Z
Radio Z ist ein nichtkommerzieller Radiosender aus Nürnberg. Der Sender ist seit 1987 im Großraum Nürnberg auf Sendung und wird als freier Hörfunksender von dem gemeinnützigen Verein RundfunkAktionsgemeinschaft Demokratischer Initiativen und Organisationen e. V. (R.A.D.I.O. e. V.) getragen. Der Sender ist Mitglied im Bundesverband Freier Radios. Das Z im Namen hat keine Bedeutung.

## Geschichte
Um 1984 beschloss eine Nürnberger Gruppe die Gründung eines freien Senders. Ziel war es, den öffentlich-rechtlichen Rundfunk unter dem Einfluss eines politisch konservativ dominierten Rundfunkrats zu liberalisieren und dem von vielen als Meinungsmonopol empfundenen Bayerischen Rundfunk ein nichtkommerzielles Privatradio entgegenzusetzen. Zwei Faktoren ließen Nürnberg als geeigneten Standort erscheinen: Die damals von SPD und Grünen regierte Stadt galt als „rote Hochburg“ im schwarzen Bayern, und viele Franken sahen sich in der regionalen Berichterstattung des BR nicht angemessen berücksichtigt.
Im Laufe der Jahre schlossen sich rund 1700 links- und alternativ Bewegte, Hausbesetzer und Atomkraftgegner, aber auch „Persönlichkeiten des öffentlichen Lebens“, wie zum Beispiel FDP-Stadtrat Utz W. Ulrich oder Renate Schmidt (SPD) dem Verein an.
Die Liberalisierung des Rundfunks in Bayern ab Mitte der 1980er Jahre (seit Februar 1986 im Nürnberger Kabelnetz) hatte vorwiegend das Ziel, lokale und regionale Vielfalt zu schaffen, auch wirtschaftlich gesehen neue Werbemärkte zu erschließen. Eine wirkliche „Meinungsvielfalt“ in Form einer journalistischen Pluralisierung jenseits lokaler Berichterstattung oder Vielfalt in der gespielten Musik jenseits des Mainstreams („alternatives Programmformat“) gab es zunächst nicht. R.A.D.I.O. e. V. erstritt einen „Probebetrieb“ vor Gericht und ging im Dezember 1987 als letzter der neugeschaffenen Privatsender der Region auf Sendung, nachdem die zuvor zum Zug gekommenen Macher der damals geplanten wöchentlichen Sendung „Schwule Welle“ ihr Programmangebot freiwillig zurückzogen. Ein ähnliches Projekt war Jahre zuvor in München gescheitert.
Nach mehrmonatigem Betrieb verweigerte der Medienrat der Bayerischen Landeszentrale für neue Medien (München) die Genehmigung zum Weitersenden. Radio Z zog vor das Verwaltungsgericht, 1988 konnte eine reguläre Lizenz erreicht werden. Im Juni 1988 konnte nach etlichen Probesendungen und Verhandlungen vor dem Bayerischen Medienrat mit dem „Fliederfunk“ (heute: „Radiogays“) eine Sendung für Schwule auf Sendung gehen.
1993 wurden durch dieses Magazin in einer Sendereihe sadomasochistische Sexualpraktiken thematisiert, worauf die Anzeige einer rechtsgerichteten Bürgerinitiative folgte. Eine aus Erlangen stammende Medizinerin verschickte eine Abschrift der gesamten Serie an Politiker, Multiplikatoren und Institutionen. Radio Z wurde mit dem Vorwurf konfrontiert, hier sei der Jugendschutz unterlaufen worden. Die Bayrische Landeszentrale für neue Medien (BLM) betrieb ein Verfahren zum Lizenzentzug. Die verantwortliche Redaktion wurde zwar vollständig abgesetzt, doch durch das verhängte Bußgeld und die Streichung der Programmförderung drohte dem Verein der wirtschaftliche Ruin. Die Hörer bekundeten mit 20.000 Unterstützungsunterschriften und großzügigen Spenden ihre Solidarität mit dem „ersten freien Radio in Bayern“ und sicherten damit den Fortbestand. Ein Verfahren wegen unzulässiger Verbreitung von Pornografie wurde später eingestellt.
Radio Z hat im Lauf der Zeit die Sendezeit von anfangs drei Stunden auf zwölf Stunden täglich erweitern können. Der überwiegende Teil der Redaktionen arbeitet ehrenamtlich im Sender mit. Radio Z sendet täglich von 14 bis 2 Uhr auf der UKW-Frequenz 95,8 MHz im Großraum Nürnberg und teilt sich die Frequenz mit dem Rocksender Star FM. Seit 2007 ist der Sender im Kabel und im Internet rund um die Uhr zu hören, hier werden zwischen 2 und 14 Uhr Sendungen vom Vortag wiederholt. Seit Oktober 2012 ist Radio Z 24 Stunden auf DAB + Band III Frequenzblock 10C (Mittelfranken) zu hören. Radio Z ist als erstes Freies Radio in Deutschland im Digitalrundfunk vertreten.

## Programm
Die Informationsauswahl entspricht dem Selbstbild des Senders. Schlagzeilen wie „Lateinamerika: soziale Transformation oder kapitalistische Modernisierung?“, „20 Jahre später: Prozess gegen Mitglied der ‚Roten Zora‘“ oder „Neoliberale wurden ausgeladen …“ (DGB hat SPD-Abgeordnete von Ansprachen auf Maikundgebungen ausgeschlossen) oder Berichte über die Antifa stehen beispielhaft für Themenauswahl und Wortwahl in der politischen Berichterstattung.
Radio Z hat ein klassisches Programmschema mit inhaltsorientierten Sendungen zu einer breiten Palette unterschiedlichster Themen, oft politisch links, radikalgesellschaftlich oder minderheitenspezifisch. Die Sendungen heißen z. B. „Durchgeknallt“ (Psychiatrieerfahrene – Motto „Verrückt ist, was verrückt macht“), „ProXZY“ (Magazin über die soziale Verantwortung neuer Medien „ganz ohne Scheuklappen der ‚traditionellen Medien‘“), „Quotenstunde“ (Frauen- und Lesbenmagazin – „Frauenpower macht Macker sauer“) oder „Radio Handicap“ (Behindertenmagazin). Unter „Z-International“ bilden mehrere fremdsprachige Redaktionen das Interessensgebiet der Hörer mit Migrationshintergrund ab.
Ergänzt werden die Wortsendungen u. a. mit Alternativrock und Liedermachern. Musikspezifische Sendungen berücksichtigen beispielsweise lateinamerikanische und afrikanische Stile, Soul/Funk/R&B, Ambient & Dub und andere Minderheiteninteressen.
In Zusammenarbeit mit der Musikzentrale, die die Publikumsabstimmung organisiert, wird die Metropol-Hitparade erarbeitet.
Teile des Programms werden auch als Podcast verbreitet.

### Sendungen und Redaktionen
Im Sender wird jede im Programmplan aufgelistete Sendung von einer meist gleichnamigen Redaktion betreut. Die Redaktionen werden von mehr als 160 meist ehrenamtlich tätigen Redakteuren betreut. Das sind derzeit (Stand: Juli 2009) 86 Redaktionen, wobei für die Sendungen Stoffwechsel und Best of Stoffwechsel getrennte Redaktionen mit gleicher E-Mail-Adresse angegeben werden.
Demnach teilt sich das Programm in folgende Sparten auf:
- Musik (52 Sendungen und Redaktionen) (früherer Bereich Musik am Samstag: entfallen)
- International (12 Sendungen und Redaktionen)
- Tageswortprogramm (3 Sendungen und Redaktionen)
- Z-Spezial (19 Sendungen und Redaktionen)

### Reichweite
Als Verein wird der Sender hauptsächlich durch Mitgliedsbeiträge und Spenden finanziert, sodass Reichweiten für den Sender im Vergleich zur Programmagenda eine untergeordnete Rolle spielen. Radio Z wurde 2002 noch mit einer Stundennettoreichweite („Hörer gestern“) von 1,1 Prozent gemessen (damals zusammen mit Frequenzpartner Radio Aladin). Im Folgejahr 2003 waren es noch 0,7 Prozent (eigener Anteil ohne Aladin 0,3 Prozent). 2016 ging der Wert für den Sender auf kaum messbare 0,0 Prozent zurück (<1000 Hörer, die einzig messbare Sendestunde war 15:00 Uhr bis 16:00 Uhr). Im Vergleich dazu war der weiteste Hörerkreis, der Rückschlüsse auf Bekanntheit und die Aufgeschlossenheit für das Programm zulässt, mit 2,8 Prozent (29.000 Hörer ab 14 Jahre) verhältnismäßig hoch. Die stärkste Hörergruppe ist die der 30- bis 50-Jährigen. Zwischen 2017 und 2020 wurde eine Steigerung der Reichweite auf 1,6 Prozent gemessen, seitdem schwanken die Quoten stark zwischen 0,1 und 0,7 Prozent.

## Auszeichnungen
- Mosaik Jugendpreis 2015, Radio Z erhielt den 1. Preis für das Projekt Nein zur Grauzone[11]
- Bürgerpreis 2016 des Bayerischen Landtags[12][13]